# Pseudomys gouldii
Pseudomys gouldii, comummente conhecido como rato-de-gould, é uma espécie de roedor, da família dos Murídeos,   autóctone da Austrália. Esta espécie foi declarada extinta em 1990 pelo IUCN.  Os últimos relatos a si alusivos foram realizados em 1856-1857, pelo naturalista inglês John Gilbert a mando de John Gould, em honra do qual foi crismada esta espécie.
Há, contudo, indícios recentes, obtidos num estudo de 2021, que sugerem a possibilidade de ainda existirem pequenas povoações sobreviventes, nos ilhéus à margem da costa ocidental australiana, as quais teriam sido indevidamente catalogadas como pertencendo a uma espécie distinta, a Pseudomys fieldi.
O rato-de-gould é conhecido graças à recolha de material subfóssil e de espécimes encontrados no sudoeste da Austrália Ocidental, leste da Austrália do Sul e Nova Gales do Sul.